# Matthew Arnold

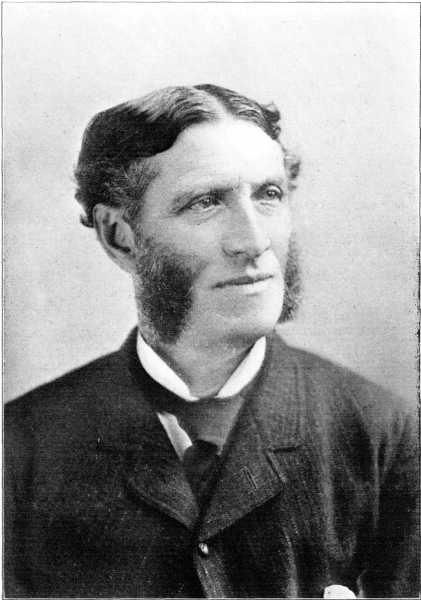
Matthew Arnold

Matthew Arnold (Laleham-on-Thames (Middlesex) 24 december 1822 – Liverpool 15 april 1888) was een Engelse dichter, literatuurcriticus, onderwijzer en schoolinspecteur.
In de periode van 1847-1851 werkte hij als schoolinspecteur. In 1849 publiceerde hij zijn eerste gedichtenbundel. In 1851 trouwde hij met Frances Lucy Wightman. Ze kregen zes kinderen, van wie er drie jong stierven.
In 1857 werd hij professor in de poëzie aan de Universiteit van Oxford, waar hij tevens studeerde.
Zijn meest bekende werken zijn:
- Dover Beach, een kort gedicht over het Nauw van Calais. Mogelijk schreef hij dit tijdens zijn huwelijksreis.
- The Scholar Gipsy, een gedicht gebaseerd op een verhaal van Joseph Glanvill.
- Thyrsis, een gedicht uit 1865, ter nagedachtenis aan de dichter Arthur Hugh Clough waarmee Arnold bevriend was.
- Culture and Anarchy een bundel essays die in 1869 als boek werd uitgebracht.
- Literature and Dogma, een kritisch essay over religie uit 1873
- uit The river haalde Frank Bridge de tekst voor zijn lied My pent-up tears oppress my brain, Longing gaf Bridge uit als Come to me in my dreams.

- Biblioteca Nacional de Chile: 000074474
- Biblioteca Nacional de España: XX1041177
- Bibliothèque nationale de France: cb12031515q (data)
- CiNii: DA00807108
- Gemeinsame Normdatei: 118504282
- International Standard Name Identifier: 0000 0001 2139 385X
- Library of Congress Control Number: n79045174
- Nationale Bibliotheek van Letland: 000041259
- MusicBrainz: 453c9b0c-b08a-4d51-b2fb-1f98b3b5603c
- Bibliotheek van het Japanse parlement: 00431742
- Nationale Bibliotheek van Tsjechië: jn20000600424
- Nationale bibliotheek van Australië: 35008435
- Nationale Bibliotheek van Israël: 987007257832205171
- Nationale Bibliotheek van Polen: a0000001184462
- Nationale en Universitaire bibliotheek Zagreb: 000166045
- Nederlandse Thesaurus van Auteursnamen: 068959664
- Istituto Centrale per il Catalogo Unico: RAVV035836
- LIBRIS: 207078
- SNAC: w6vx0hgc
- Système universitaire de documentation: 028489438
- Trove: 787993
- Virtual International Authority File: 73868557
- WorldCat: E39PBJpDJK6g4r48YbCdFrRtKd